# 于格一世 (勃艮第)
于格一世（1057年—1093年8月29日）為法國贵族领主，卡佩王朝第二位勃艮第公爵，是罗贝尔一世孫子，勃艮第的亨利的長子、葡萄牙伯爵亨利的哥哥，於1076年-1079年在位，只有三年。

## 生平事蹟
由於父親早逝，他從祖父那裏繼承了勃艮第的爵位。他最重大的生平事蹟就是與阿拉貢王國的桑喬一世擊破摩爾人，所以他又有稱號叫作勇敢。由於戰場上落下的疾病，他在1079年放棄爵位進入克呂尼的修道院。教宗額我略七世批評他未能保證公爵之位和平交接，因此置當地基督徒的性命于危險之中。